# Tigre Branco (Hector Ayala)
Tigre Branco ( Hector Ayala ) é um personagem fictício que aparece nos quadrinhos americanos publicados pela Marvel Comics . O personagem é o primeiro a usar o nome Tigre Branco e foi criado por Bill Mantlo e George Pérez . Um porto-riquenho, Tigre Branco foi o primeiro personagem principal latino-americano na história dos quadrinhos americanos e o primeiro super-herói hispânico da Marvel.  O primeiro membro de sua família a ostentar o manto, Hector é tio de Angela del Toro e irmão de Ava Ayala .
Hector Ayala aparece na série  de telvisão do Universo Cinematográfico Marvel, Demolidor: Renasciso (2025), interpretado por Kamar de los Reyes.

## Histórico de publicação
O Tigre Branco apareceu pela primeira vez em Deadly Hands of Kung Fu #19 (Dezembro de 1975). Após sua estreia, o personagem continuou aparecendo em Deadly Hands of Kung Fu  #20-24 (janeiro-maio de 1976), #26-27 (julho-agosto de 1976), #29-32 (outubro de 1976 - janeiro de 1977), The Spectacular Spider-Man #9-10 (agosto-setembro de 1977), Human-Fly #8-9 (abril-maio de 1978), The Spectacular Spider-Man #18-21 (maio-agosto de 1978), Defenders #62-64 (agosto-outubro de 1978), The Spectacular Spider-Man #22-23 (setembro-outubro de 1978), #25-26 (dezembro de 1978 - janeiro de 1979), #29-31 (abril-junho de 1979), #51-52 (Fevereiro-Março de 1981), Spidey Super Stories #57 (março de 1982), Demolidor #38-40 (dezembro 2002 - fevereiro de 2003), e Dardevil #69 (março de 2005).
O Tigre Branco recebeu uma entrada no Official Handbook of the Marvel Universe #14 original. Ele apareceu como parte da entrada dos "Filhos do Tigre" no Official Handbook of the Marvel Universe Deluxe Editio#12. O Tigre Branco recebeu sua própria entrada no Official Handbook of the Marvel Universe Master Edition #11. Ayala é apresentado no one-shot Vozes da Marvel: Comunidades #1 (outubro de 2021) numa história intitulada de "Pa'lante Juntos", enquanto seu legado era mais explorado em outra participação Ava chamada "Legados". Ele reaparece em  Marvel's Voices: Community Vol. 2 #1 (setembro de 2022) como um personagem de flashback em "Salvador Secreto".                        

## Design e criação
Quando a decisão de fazer do Tigre Branco o personagem principal de Os Mortais Punhos do Kung Fu, com os Filhos dos Tigres como personagens secundários, Bill Mantlo pretendia retratar adequadamente as "favelas urbanas" da cidade de Nova York.  Acreditando que, por ser porto-riquenho, George Pérez tinha “conhecimento íntimo” da vida cotidiana no South Bronx durante a década de 1970, ele abordou o artista com a proposta de criar um “personagem que refletisse essa dura realidade”.  Devido ao estilo monocromático de Os Mortais Punhos do Kung Fu, o conceito inicial para o traje do Tigre Branco era simplesmente o traje do Homem-Aranha "sem nenhum detalhe".  Com essa ideia, Pérez desenhou o aspecto visual do personagem, para satisfação de ambos, pois foi considerado elegante e funcionou bem dentro das restrições da paleta. 
O artista declarou que o socialmente-consciente Mantlo "tinha maior noção do significado de criar o primeiro Super-herói Latino" como personagem principal e descreveu o processo de criar o Tigre Branco como "orgânico" devido á sua história de fundo. Pérez nomeou aquele personagem em homenagem a alguns de seus "amigos da vizinhança", o deu um rosto similar ao de seu irmão e uma mãe baseada em sua própria. O artista ilustrou os arredores do personagem baseados em sua própria experiência no centro da cidade.  

## Biografia do personagem
Hector Ayala nasceu na cidade de San Juan, Porto Rico . Ele estava cursando a faculdade na Empire State University, na cidade de Nova York,  quando encontrou os amuletos de tigre que os Filhos do Tigre usaram e descartaram. Ao colocar todos os três amuletos, ele foi transformado em uma forma sobre-humana chamada Tigre Branco. Ele descobriu que usar todos os pingentes de uma vez aumentava sua força e lhe dava uma habilidade quase sobre-humana nas artes marciais. 
Em seu alter ego, Ayala entrou em ação pela primeira vez contra uma gangue de rua.  Ele então lutou contra o Gatuno, que acreditava que ele era um assassino.  O Tigre Branco lutou contra o Valete de Copas, que também acreditava que ele estava por trás do assassinato de seu pai.  O Tigre Branco lutou contra agressores fantasiados e não identificados do cartel do crime Corporation, que estavam ameaçando sua irmã e Valete de Copas.  Ao lado de Valete de Copas, Shang-Chi e Punho de Ferro, o Tigre Branco lutou contra Stryke e outros agentes da Corporação, e descobriu que seu irmão Filippo estava tentando encontrar emprego com Fu Manchu .  Heitor então encontrou os Filhos do Tigre. 
Ayala foi personificada pelo Professor Vasquez e lutou contra o Homem-Aranha na confusão.   A identidade secreta de Ayala foi posteriormente exposta publicamente em uma batalha com o Lightmaster na Empire State University .  Ao lado do Homem-Aranha e do Demolidor, ele então lutou contra o Saqueador Mascarado, Darter e Carniça .  Mais tarde, Ayala foi baleado por Gideon Mace e quase morto. Ele foi operado para remoção das balas e se recuperou. Tendo adquirido um vício psicológico e físico doentio pelos amuletos do tigre, Hector abandonou sua identidade como o Tigre Branco. Ele deu os amuletos a um detetive particular apelidado de Blackbyrd, que os devolveu aos Filhos do Tigre. Hector então se mudou para o oeste com sua namorada Holly Gillis. 
Depois de um tempo, o chamado para vestir os amuletos e lutar contra o mal tornou-se muito forte e Heitor mais uma vez se tornou o Tigre Branco.  Logo depois, Hector foi injustamente acusado de assassinato e condenado, apesar dos esforços de seu advogado, Matt Murdock (também conhecido como Demolidor). Ayala foi morto a tiros ao tentar escapar, pouco antes de surgirem provas da sua inocência. 

### Legado familiar
Angela Del Toro, sobrinha de Hector e agente do FBI, herdou os amuletos do Tigre de Jade.  Angela deixou o FBI para entender os amuletos e foi treinada no uso de seus poderes pelo Demolidor,  tornando-se a última pessoa a assumir a identidade do Tigre Branco antes de ser morta pelo Tentáculo e ressuscitada como sua serva.  Tendo sido curada por Tarântula Negra, ela se juntou ao Demolidor no Tentáculo . 
A irmã adolescente de Hector, Ava Ayala, mais tarde apareceu como a nova Tigresa Branca. 

## Poderes e habilidades
Como o Tigre Branco, Hector usava os três amuletos místicos do tigre (uma cabeça e duas patas), que eram verdes em algumas versões e amarelos em outras, do reino extradimensional de K'un-L'un, que eram originalmente usados pelos Filhos do Tigre ( Abe Brown, Bob Diamond e Lin Sun ). Ao usar os amuletos, a força física, a velocidade, a resistência, a agilidade, a destreza, os reflexos e reações, a coordenação, o equilíbrio e a resistência de Hector eram todos aprimorados, embora não a ponto de torná-lo invencível. O amuleto também lhe conferiu a experiência e as habilidades de um mestre em artes marciais. O Tigre Branco só possuía suas habilidades aprimoradas quando usava todos os três amuletos místicos do tigre, dos quais os inimigos se aproveitavam.

## Outras produções
Na realidade alternativa de 2005 "Casa de M"enredo Hector é capturado pela Irmandade que ameaça sua família. Ele envia sua família para a América do Sul e envia seu amuleto para Angela Del Toro pelo correio. Depois de se recusar a participar e sabotar a versão do universo dos Vingadores liderada por Luke Cage, ele foi incriminado e condenado.
Ayala aparece como Tigresa Branca na realidade MC2.  Nessa realidade, ele é visto como um competidor em um torneio de artes marciais organizado por Deadpooll. Ayala é visto aprimorando suas habilidades contra os Filhos do Tigre, incluindo Tigre Negro e Lotus Shinchuko . Ele foi visto pela última vez derrubando Robert Diamond .
Em She-Hulk (Vol. 2) #21 (2007), uma cientista desonesta da Terra-721 (Terra-A) inventou uma máquina de travessia dimensional que permitia que cidadãos comuns viajassem para a Terra-616, onde eles se tornavam superpoderosos e recebiam o equipamento associado aos heróis da linha do tempo principal. Entre eles estava uma versão alternativa de Ayala, vesga, que recebeu acesso aos Amuletos do Poder. Este impostor chamou a atenção da unidade Código: Azul do Departamento de Polícia de Nova York e foi preso. Mais tarde, ele foi repatriado à sua realidade original por Reed Richards .
Em 1999, a colaboração da editora italiana Panini Comics com a Marvel UK levou à criação de outra variante de Ayala, o Tigre Branco da Terra-9411, marcando a primeira vez que o personagem foi publicado internacionalmente por um terceiro.

## Em outras mídias
- Hector Ayala / Tigre Branco aparece no episódio de Ultimate Spider-Man "Kraven the Hunter". Essa versão é o segundo Tigre Branco e pai de Ava Ayala que foi morto por Kraven o Caçador anos antes, levando Ava a assumir o manto do Tigre Branco.
- Hector Ayala / White Tiger aparece em Daredevil: Born Again, interpretado por Kamar de los Reyes.[4][5]

## Impacto cultural e legado
Sobre a introdução do personagem, Ralph Macchio afirmou que "nos anos 70, foi um grande evento apresentar um super-herói hispânico, e Hector Ayala, o Tigre Branco, estava na vanguarda".  Após o lançamento, o personagem serviu de inspiração para o escritor de The Ibis, Dave Schmidtt, refletir sobre o papel dos super-heróis como uma ferramenta para o escapista, sendo inerentemente uma figura com o poder de mudar a realidade de maneiras que as pessoas comuns não conseguem.  Javier Hernández, cartunista e cofundador da Latino Comic Export, cita Hector Ayala como o primeiro super-herói com o qual se identificou como latino-americano.  Barbara F. Tobolowsky e Pauline J. Reynolds enfatizam que a inclusão de Ayala e outros personagens emThe Spectacular Spider-Man tornou a publicação mais diversa, mas que ainda explorou "estereótipos brancos medrosos" quando se tratava de histórias de protesto. 
Em 2016, Jon Huertas interpretou Hector Ayala em um curta-metragem independente intitulado Tigre Branco, produzido pela WestSide Stories Productions.  O ator observou que este é seu "personagem favorito da Marvel e aquele com quem sempre me identifiquei mais", argumentando que o projeto nasceu de uma necessidade "de alguém desenvolver um personagem de quadrinhos masculino adulto [hispânico]".  Depois de trabalhar em Vozes da Marvel, Older afirmou que, como o "primeiro super-herói latino, Tigre Branco detém um status tão integral e icônico na história dos quadrinhos" e comentou sobre a importância da introdução de Ayala, dizendo que ela preencheu o vazio das crianças "crescendo como [nerds latinos] não tendo pessoas que se pareciam com [elas] na página e [se perguntando] 'onde estamos?'".  
Em retrospectiva, o autor e artista de quadrinhos J. Gonzo considera a introdução do Tigre Branco importante, pois marcou o surgimento de um personagem latino-americano complexo, mas observou que em aparições subsequentes a Marvel empurrou o personagem para segundo plano e, finalmente, falhou em realmente trazê-lo para o mainstream, um padrão que se repetiu com outros super-heróis hispânicos.  Ao discutir a escalação de personagens para o Universo Cinematográfico Marvel após o sucesso de O Senhor dos Anéis: Os Anéis do Poder, da Amazon Prime, o ator porto-riquenho Ismael Cruz Córdova afirmou que o papel de Hector Ayala é "aquele que [ele realmente] quer fazer" para o estúdio. Considerando o Tigre Branco um "personagem simplesmente fantástico" por ser um "herói improvável[o ...] em uma jornada de redenção" que espelha o início de sua própria vida como um jovem pobre, intimidado e marginalizado. 

### Estudos literários
Em Teaching comics by and about Latinos/as, Frederick Luis Aldama coloca a introdução do Tigre Branco como o momento em que os super-heróis latinos ganharam aspectos mais complexos para seus personagens.  Ele também o lista entre os super-heróis latino-americanos que foram "rebaixados" em vez de serem empurrados para o mainstream.  Em 2018, Marc DiPaolo defendeu um ponto semelhante, dizendo que Héctor Ayala iniciou uma tendência de retratá-los como mais do que apenas estereótipos, um padrão que continuou durante a década de 1970.  Como parte de uma análise em estudos literários, Santiago Rubiano Velandia conclui que Ayala e outros contemporâneos são importantes para o estudo, pois perpetuam o estereótipo americano de que os latinos são predominantemente católicos devotos. 
O quarto capítulo de All New, All Different? , "Guess Who's Coming to Save You? The Rise of the Ethnic Superhero in the 1960s and 1970s", de Allan W Austin e Patrick L Hamilton explora a introdução de White Tiger no contexto de super-heróis de várias origens culturais.  Em Representações da Morte na Literatura: Formas e Teorias, Adriana Teodorescu usa o assassinato de sua família como um estudo de caso para estabelecer a vulnerabilidade que os super-heróis enfrentam quando suas identidades secretas são expostas. 

### Estudos sociológicos
Como o primeiro super-heroi latino-americano a chegar ao mainstream dos quadrinhos americanos, o personagem Ayala tem sido foco de investigação sobre a representação de hispânicos na mídia. Um exemplo é Tigre Blanco, herói do Barrio, de Luis Saenz De Viguera Erkiaga! : Vivendo e morrendo latina/o em um mundo de super-heróis, onde o autor examina o contexto sociológico dos porto-riquenhos em Nova York durante a década de 1970, como eles foram marginalizados como um grupo e como Hollywood os representou como estereótipos negativos.  A caracterização de Ayala antes de se tornar Tigre Branco não escapa desses clichês, pois seu monólogo interno e expressões vocais são realizados de forma bilíngue e ele é descrito como "passivo" e "o filho inútil [de] porto-riquenhos trabalhadores e humildes [que] passa seu tempo] vagando sozinho em becos escuros." 
Apesar disso, a tendência de falar em " Spanglish ", uma combinação de espanhol quebrado (que não refletia com precisão o espanhol porto-riquenho ) e inglês coloquial, transformou o personagem em um "pioneiro para futuros super-herois e sueper-heroínas latinas".  Em última análise, Saenz considera que esta caracterização não reflete com precisão a comunidade Nuyorican e é problemática, uma vez que tenta ser "uma representação positiva das minorias, apesar de todos estes problemas [reafirmando assim] as visões hegemônicas sobre os porto-riquenhos".  Ele identifica as representações post-mortem do personagem como uma tentativa de transformar esta representação em "um modelo para personagens latinos [e uma] figura honrada e inspiradora" em um esforço para se afastar do estereótipo inicial e reimaginá-lo a partir dos padrões atuais.  Em A Choice of Weapons: The X-Men and the Metaphor for Approaches to Racial Inequality, Gregory S Parks e Matthew Hughey concordam que a representação original do personagem é um reflexo dos estereótipos americanos. 